# Västerbottens försvarsområde
Västerbottens försvarsområde (Fo 61) var ett försvarsområde inom svenska armén som verkade i olika former åren 1942–2000. Försvarsområdesstaben var förlagd i Umeå garnison i Umeå.

## Historia
Västerbottens försvarsområde bildades den 1 oktober 1942 som Umeå försvarsområde och var direkt underställd militärbefälhavaren för VI. militärområdet. Från att försvarsområdet bildades fram till den 30 september 1966 hade försvarsområdet gemensam stab med Storumans försvarsområde. Från den 1 oktober 1966 uppgick Storumans försvarsområde i Umeå försvarsområde som då i praktiken motsvarade geografiskt hela Västerbottens län.
I samband med OLLI-reformen, vilken genomfördes inom försvaret åren 1973–1975, sammanslogs Västerbottens regemente med Umeå försvarsområde (Fo 61), som med sammanslagningen bytte namn till Västerbottens försvarsområde. Från den 1 juli 1973 bildades försvarsområdesregementet I 21/Fo 61. Inom Västerbottens försvarsområde blev Västerbottens regemente ett A-förband (försvarsområdesregemente) och Norrlands dragoner (K 4) blev ett C-förband. Västerbottens regemente fick det samlade mobiliserings- och materialansvaret inom försvarsområdet, medan B- och C-förbanden svarade endast som utbildningsförband.
Inför försvarsbeslutet 2000 föreslog regeringen i sin propositionen för riksdagen, att den taktiska nivån bör reduceras genom att fördelnings- och försvarsområdesstaber samt marinkommandon och flygkommandon skulle avvecklas. Detta för att utforma ett armétaktiskt, marintaktiskt respektive flygtaktiskt kommando vilka skulle samlokaliseras med operationsledningen. Förslaget innebar att samtliga försvarsområdesstaber skulle avvecklas, vilket inkluderade Västerbottens försvarsområde. Västerbottens försvarsområde kom därmed att upplösas och avvecklas den 30 juni 2000. Som stöd till hemvärn och frivilligverksamheten inom före detta Västerbottens försvarsområde bildades militärdistriktsgruppen Västerbottensgruppen.

## Förläggningar och övningsplatser
När försvarsområdet bildades samlokaliserades dess stab med staben för Storumans försvarsområde på Västra Esplanaden 11 i Umeå. Från 1943 Nygatan 47. Från den 2 juli 1951 var staben lokaliserad till Skolgatan 57. Från 1961 var den förlagd till Västra Esplanaden 23. Den 1 juli 1973 flyttades staben till regementsområdet vid Hissjövägen. Förutom stab i Umeå så har försvarsområdet varit lokaliserade på en mängd olika orter och platser i Västerbottens län.

## Förbandschefer
Förbandschefen titulerades försvarsområdesbefälhavare och fick i samband med OLLI-reformen tjänstegraden överste 1. graden.

- 1942–1949: Överstelöjtnant Axel Fritiof Fredlund
- 1949–1956: Överste Yngve Hallgren
- 1956–1968: Överste Hakon Julius Leche
- 1968–1973: Överste Stig Sjögren
- 1973–1976: Överste 1. graden Nils de Verdier
- 1976–1981: Överste 1. graden Dick Löfgren
- 1981–1983: Överste 1. graden Olof Dackenberg
- 1983–1990: Överste 1. graden Olof Forsgren
- 1990–1993: Överste 1. graden Jan Lindström
- 1993–1999: Överste 1. graden Anders Kihl
- 1999–2000: Överste Per-Ove Eriksson

## Namn, beteckning och förläggningsort
| Umeå försvarsområde          | 1942-10-01 | – | 1973-06-30 |
| Västerbottens försvarsområde | 1973-07-01 | – | 2000-06-30 |

| Fo 61 | 1942-10-01 | – | 2000-06-30 |

| Umeå garnison (F) | 1942-10-01 | – | 2000-06-30 |